# Hot Nigga
Hot Nigga (radioversie: Hot Boy) is de debuutsingle van de Amerikaanse rapper Bobby Shmurda. De single werd uitgebracht als muziekdownload op 25 juli 2014 door Epic Records en GS9. De beat is afkomstig van Lloyd Banks' nummer "Jackpot", geproduceerd door Jahlil Beats.
De muziekvideo van de single werd op het internet alom bekend onder jongeren die Vine gebruikten. De "Shmoney dance" die in de muziekvideo werd uitgevoerd wordt nu veel op Vine gebruikt.